# 하즈

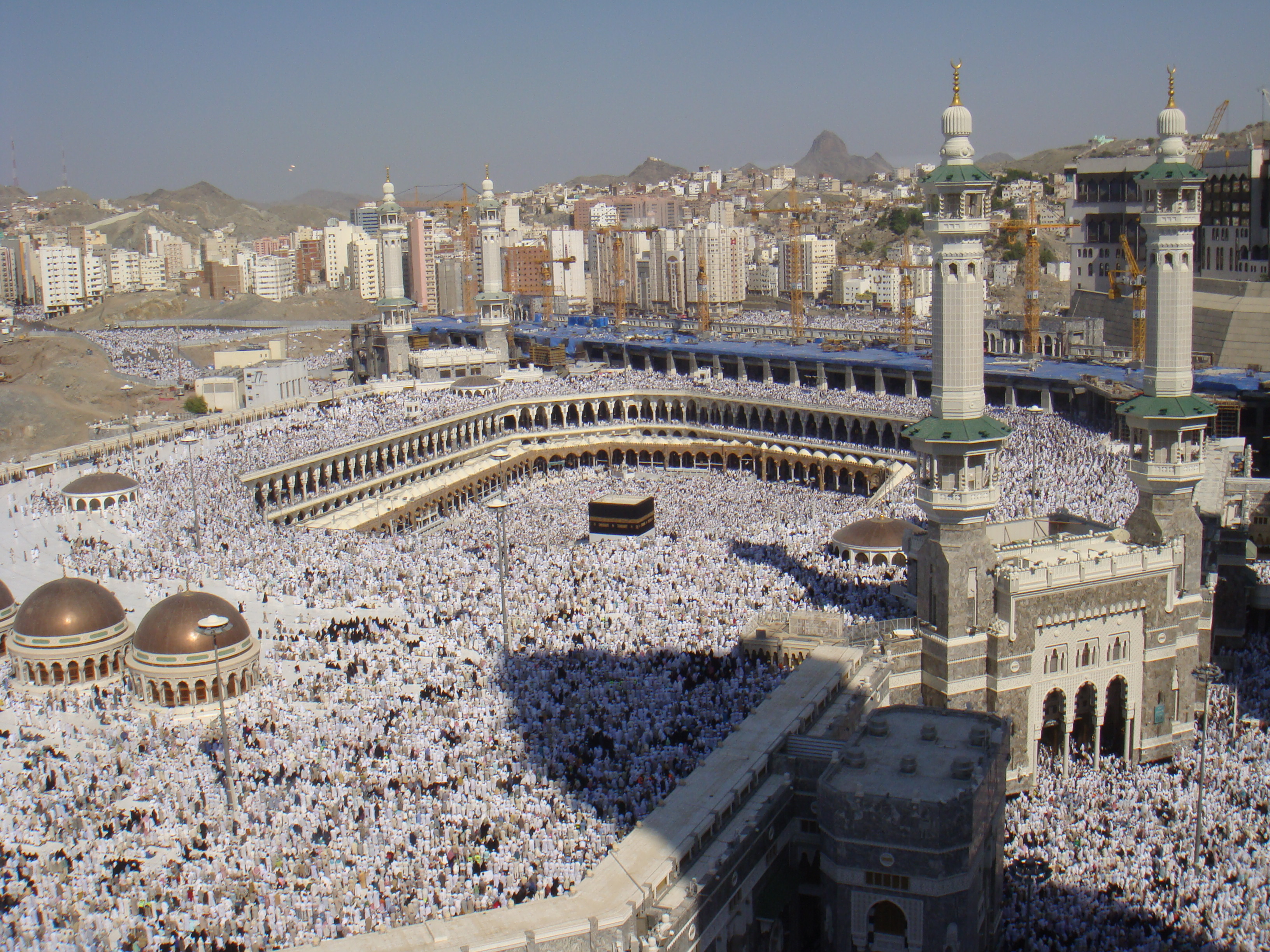

하즈(아랍어: حَجّ)는 메카의 성지를 순례하며 종교적 의례에 참가하는 일로 모든 무슬림(이슬람교도)에게 부과된 기본적인 종교 의무 중 하나이다. 정규적인 순례를 마친 자를 하지(الحَجِّي)라고 부른다.

## 기원
《꾸란》의 초기 부분에는 나타나 있지 않으며 메디나 기(期)에 제도적으로 확립되어 메카의 카바 순례가 규정되게 되었다. 이것은 이슬람 이전의 아랍 제 종족에 의한 카바와 메카 근교에 있는 성지를 순례하는 의식이 계승된 것이며 이는 고대 셈족(族)의 습속(習俗)으로부터 나온 것으로 생각된다.

## 과정
순례 의식은 신성월(神聖月)의 12월 7일에 카바 설교를 시작으로 일제히 개시되며, 일몰과 더불어 메카를 떠나 8일에는 아라파에 집결하고 9일에는 그 언덕 위에서 거행하는 의식으로 최고조에 달한다. 일몰과 함께 무즈달리파에 급히 달려간다. 10일에는 미나에서 세 기둥이 있는 돌무덤에 돌을 던지고 염소와 낙타를 제물로 바친다. 그 날은 '이드 쓰 조하'에 해당한다. 여기에서 행사는 일단락되고 순례자는 머리를 깎고 손톱을 자르며 전면적인 청정(淸淨) 상태로부터 반쯤 해제된 상태로 들어간다(타할르). 카바에서의 행사를 마친 다음 다시 청정의 상태로 사파, 마르와의 언덕에 순례(움라)를 한다. 이들 행사 중 카바에서 검은 돌을 만지는 행사, 미나에서 사탄 모양을 한 비석에 돌을 던지는 행사는 《꾸란》에 뚜렷하게 나와 있지 않으나 무함마드가 순례할 때 거행한 것으로 믿어져서 순례 행사에 넣어지게 되었다.
이와 같이 순례를 함에 있어서는 의례적(儀禮的)으로 청정(淸淨)의 상태에 들어가지 않으면 안 되며 속계(俗界)에서 입는 옷을 벗어 버리고 무늬 없는 순례복을 입게 된다. 이 상태에서는 수렵, 손발톱을 자르는 일, 향수를 바르는 일, 모자를 쓰는 것, 성교 따위는 금지되고 이와 같은 터부 상태는 순례 의식이 모두 끝나고 일상 생활로 되돌아갈 때까지는 해제되지 않고 그대로 유지된다.

## 의의
18세기에 이르기까지 순례 기간에 메카에는 큰 시장이 서고 전 세계의 산물이 모이게 되었다. 순례는 전 세계의 이슬람 교도가 일당에 모이게 되는 기회이며, 이민족(異民族)의 이슬람 교도간의 커뮤니케이션을 위한 중간 역할을 하고 공통된 의식에 의한 교류와 결속 의식이 강화되고 새로워지는 것을 강하게 실감할 수 있다. 또한 성자(聖者)의 묘소 참배는 '즈이야라'라고 부르며 하즈와는 구별된다. 메카 순례가 끝난 뒤 순례자는 메디나에 있는 무함마드 묘에 참배하는 것이 보통이다. 시아파 교도에겐 특히 이라크 남부에 집결되어 있는 이맘 순교지의 묘당(廟堂)에 참배하는 것이 메카 순례 못지않은 중요한 의미를 갖는다. 수피 성자묘(聖者廟)에 참배하는 것도 종교적으로 같은 의미를 갖는다고 할 수 있겠다. 성자의 탄생일에는 성지에 시장이 선다.

## 같이 보기
- 헤자즈
- 메카
- 2024년 하즈 참사